# Gonzalo Queipo de Llano
Gonzalo Queipo de Llano y Sierra (Tordesillas, 5 de febrero de 1875-Camas, 9 de marzo de 1951) fue un militar español, teniente general del arma de Caballería conocido por su participación en la guerra civil española. Primer marqués de Queipo de Llano desde 1950.
Educado en un seminario, combatió en la guerra hispano-estadounidense y en la guerra del Rif, ascendiendo a general de brigada en 1923. Aunque apoyó en un principio al dictador Miguel Primo de Rivera, sus críticas hacia su política provocaron su postergamiento y traslado a la reserva en 1928. Conspiró para derribar la monarquía alfonsina y dirigió la Cuartelada de Cuatro Vientos (1930), lo que le obligó a exiliarse en Portugal. Proclamada la República, fue nombrado capitán general de Madrid e inspector general del Ejército, contribuyendo de forma fundamental al éxito de las reformas militares de Manuel Azaña. Con posterioridad fue nombrado jefe del cuarto militar del presidente de la República, Niceto Alcalá Zamora, del que llegaría a ser consuegro, hasta que renunció en 1933 a raíz de las críticas recibidas, dado su cargo, por una serie de injerencias en la vida política.
Cada vez más descontento con el rumbo que iba tomando la política republicana, y en especial tras la destitución de Alcalá Zamora, fue junto con Mola y Sanjurjo uno de los cabecillas principales del golpe militar contra el gobierno del Frente Popular, cuyo fracaso parcial originó la guerra civil española.
Con 5000 hombres dirigió el golpe militar en Sevilla, uno de los baluartes frentepopulistas, e inició una fuerte represión que ocasionó solamente en Sevilla en el periodo comprendido entre el 18 de julio de 1936 y enero de 1937 la muerte de 3028 personas.
Se destacó por su uso de la radiodifusión como medio de guerra psicológica, con sus famosas charlas a través de Unión Radio Sevilla. Nombrado jefe del Ejército del Sur, asumió el gobierno militar y civil, y a lo largo de la guerra actuó con casi total independencia, lo que llevó a ser conocido como el «virrey de Andalucía».
Ascendido a teniente general y condecorado con la Laureada de San Fernando tras su triunfo en la Guerra Civil fue, sin embargo, cada vez más postergado por Franco.

## Vida

### Primeros años
Nacido el 5 de febrero de 1875 en Tordesillas, era hijo del juez municipal de la localidad, Gonzalo Queipo de Llano y Sánchez, y de Mercedes Sierra y Vázquez de Novoa; sus otros hermanos eran Tomás, Gerardo, Alfredo, Aurelio, Rosario, Encarnación y María Luisa.
Según costumbre de la época realizó los estudios secundarios en el seminario diocesano local. Tras una etapa formativa como músico de trompeta ingresó a los 18 años en la Academia de Caballería de Valladolid, donde recibió una formación militar poco técnica aunque cimentada en los tradicionales principios del amor a la Patria, obediencia al mando, culto al honor, lealtad, valor frente al enemigo y disciplina ante todo. Aunque más dotado para las letras, en palabras de su madre, Gonzalo «tenía raza» y así finalizó su formación en la Academia (1893-1896). Con el grado de segundo teniente fue destinado a la guerra colonial de Cuba. Allí obtuvo 5 cruces de la Reina Cristina por méritos de guerra y el ascenso a capitán. Tras la derrota de 1898 regresó a España y en 1901 contrajo matrimonio con Genoveva Martí Tovar, hija del presidente de la Audiencia de Valladolid.
Tratándose de una biografía militar hay que tener en cuenta que el oficial que ingresa en el Ejército es un funcionario del Estado sujeto a reglas burocráticas comunes: sueldo con incentivos, escalafón e historial reflejado en hoja de servicio. La única posibilidad de promoción para muchos oficiales sin patrimonio era ir voluntarios a Marruecos, donde el sueldo era más alto en todos los grados, y donde se concedían generosamente los ascensos por méritos de guerra.
En 1909, marchó con el Regimiento de Lanceros de la Reina a una breve expedición a Melilla para intervenir en la campaña militar suscitada tras el Desastre del Barranco del Lobo.
En 1910, saltó a la escena pública al ser uno de los promotores de unas protestas contra el ministro de la Guerra, Agustín Luque, por motivo de las recompensas recibidas por la pasada campaña de Melilla y también promovió una manifestación de oficiales en Madrid ante el periódico La Correspondencia Militar. También fue arrestado por la policía cuando se disponía a batirse en duelo con el director de la publicación El Ejército Español, Rafael Esbrí. Por todo ello fue encerrado 2 meses en la prisión militar del Castillo de Santa Catalina (Cádiz) y le supuso la pérdida de destino.
En 1912, vuelto al Marruecos español, alcanzó el grado de coronel y se dedicó también a negocios propios de intermediación como comisionista de carbón inglés. Regresó a la península en 1916. Apareció de nuevo en la prensa como partícipe en un duelo entre el general José Sanjurjo y el coronel José Riquelme, en calidad de padrino del primero. En 1923 fue ascendido a general de brigada y saliendo destinado a la segunda jefatura de la zona de Ceuta.

### Actividad conspirativa
A pesar de su formación militar, Queipo tenía una teoría recíproca y personalista, que no institucional, de la lealtad: «Solo debo lealtad a la persona que me es leal». Proclamada la dictadura, Queipo de Llano tuvo roces continuos con el dictador, general Primo de Rivera, 5 años mayor que él, que había sido buen amigo suyo. Fundó en Ceuta en 1924 una publicación política llamada La Revista de las Tropas Coloniales. Por desavenencias con su superior, el general Manuel Montero Navarro, fue expedientado y luego destinado como segundo jefe al Gobierno Militar de Cádiz. Al mes siguiente regresó a la campaña de Marruecos (30 de agosto de 1924), de nuevo como segundo jefe de la zona de Ceuta. El Dictador se nombró a sí mismo Alto Comisario y general en Jefe del Ejército para dirigir de forma personal y directa su proyectada estrategia. En ese mes de septiembre Queipo participó activamente con su columna en numerosas y sonadas acciones, como las batallas de Beni-Selat y Zinat. Experto en arriesgadas cargas de caballería, fue sumariado y arrestado 2 meses en Ferrol, por una presunta negligencia en la protección de la columna del general José Riquelme y López-Bago. Ya en la península ibérica, el resentido general fue destituido como gobernador militar de Córdoba por haber afirmado públicamente que las letras UP, tanto podían significar Unión Patriótica, el partido del régimen, como «Urinario Público». En ese año se produjo el intento de derrocamiento de la dictadura conocido como la Sanjuanada de 1926. El 17 de mayo de 1928 la junta clasificadora del Ejército, controlada por Primo de Rivera, decidió pasar a Queipo a la reserva, por «indisciplinado, díscolo y difícil de ser mandado», por lo que no podía ascender. En una de sus destituciones tuvo que ayudarse económicamente fabricando jabón casero y vendiéndolo personalmente por los comercios de Madrid.
Una vez caída la dictadura, había despotricado tanto contra Primo de Rivera que sus hijos José Antonio y Miguel, Sancho Dávila y unos cuantos parientes jóvenes arremetieron contra él a puñetazos en una cafetería. Durante el mandato del general Berenguer y fracasada la sublevación de Jaca, el 15 de diciembre de 1930 Queipo se implicó como codirector en el putsch prorrepublicano del aeródromo de Cuatro Vientos (Madrid). En esta acción, llevada a cabo junto con Ramón Franco, se hizo con la estación de radio y difundió la falsa noticia de que se había instaurado la República en toda España: «Sublevada guarnición Madrid. Proclamada República. Toque diana». Sofocada fácilmente la asonada por el general Orgaz, que rodeó el aeródromo y aprisionó al personal sublevado, huyeron en 3 aviones en dirección a Portugal no sin antes arrojar unas octavillas sobre Madrid. En Lisboa solicitó pasaportes para Francia, Bélgica y Holanda. refugiándose en Francia, donde trabó conocimiento con Indalecio Prieto, así como con Marcelino Domingo, entre otros republicanos españoles. Fue incoado un proceso militar a los responsables del pronunciamiento, pero al encontrarse huido ante las requisitorias judiciales, el 25 de febrero de 1931 fue dado de baja en el Ejército por una Real Orden «por hallarse ausente de su destino más de dos meses». Sin embargo tal desatinada aventura convirtió a Queipo de Llano en un popular héroe republicano.

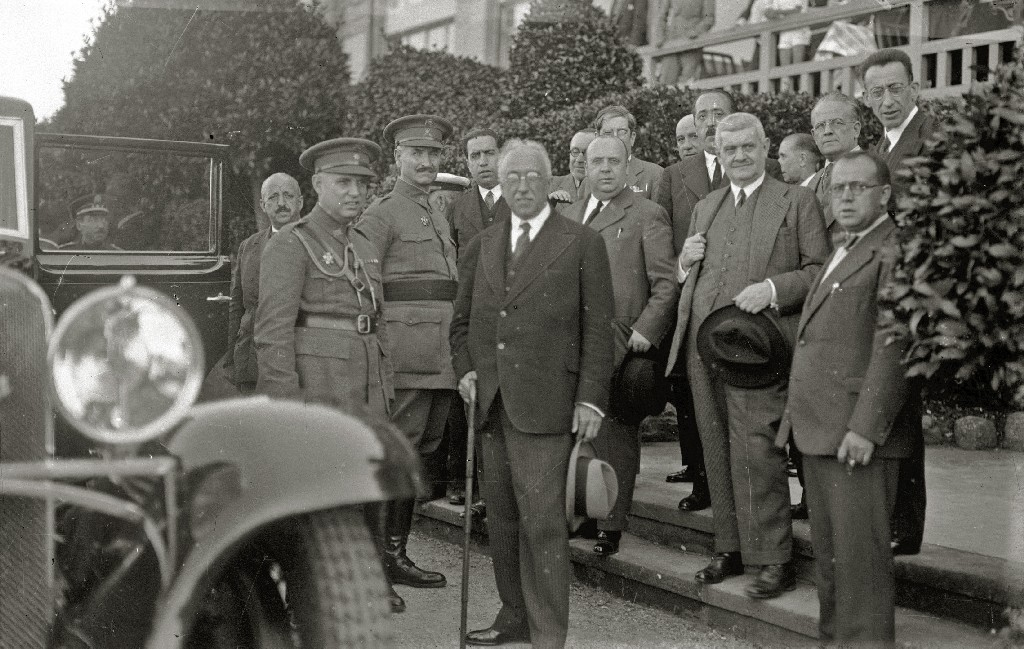
Fotografiado junto a Niceto Alcalá-Zamora, Indalecio Prieto y otras personalidades en San Sebastián en 1932

El exilio duró poco, pues el 14 de abril de 1931 se proclamó la II República. Regresó aclamado a España para ser rehabilitado inmediatamente por el Gobierno Provisional como capitán general de Madrid, (más tarde 1.ª División Orgánica) convirtiéndose en poco tiempo en uno de los militares fundamentales de la democracia, apoyando con aplomo como inspector general del Ejército y como miembro del Consejo Superior de Guerra las reformas implantadas por Manuel Azaña, aunque el ministro de la Guerra desconfiara de sus aptitudes. Como capitán general se mostró dispuesto a hacer cumplir el código de justicia militar ante cualquier incidente de orden público.
Instalado con su familia en una residencia adecuada a su rango en la calle García de Paredes de Madrid, Queipo de Llano comenzó a sentir la República como cosa propia. Lo mismo aparecía en un desfile montando la yegua «Favorita», que había pertenecido al rey, que utilizaba el automóvil blindado que había sido de Primo de Rivera para desplazarse.[cita requerida] Se le acusa durante esta época de abusar de su privilegiada posición en el reparto de favores, lo que más tarde él mismo denigrara como "enchufismo". Ascendido a general de división, fue nombrado Jefe del Cuarto Militar del Presidente de la República Alcalá Zamora, con el que emparentó como consuegro, hasta el 9 de marzo de 1933 en que fue relevado del mismo tras conocerse una serie de injerencias políticas realizadas por el general con algunos parlamentarios. «Reconozco —dijo el general— que he cometido una ligereza, y por eso me voy. He puesto mi cargo a disposición del presidente de la República».
Precisamente con la intención de mantenerlo alejado de la política se le nombró director general de Carabineros, pero debido a la publicación de una carta reservada en el periódico Informaciones, en defensa del salario de sus subordinados, el Consejo de Ministros lo destituyó. A partir de ese momento quedó relegado a un segundo plano, aunque un posterior gobierno de la derecha (que incluía a Lerroux y Gil Robles), le nombró inspector general de Carabineros. El aura republicana de Queipo se iba extinguiendo lentamente.

## Prolegómenos del golpe de Estado
La política militar de los sucesivos gobiernos democráticos encontró la oposición del espíritu conspirativo de buena parte del Ejército. La destitución del conservador Niceto Alcalá Zamora como presidente de la República por el Parlamento operó un cambio profundo en el ánimo de Queipo de Llano. Esgrimiendo argumentos catastrofistas, la profanación de las esencias patrias y otros tópicos habituales de la ideología conservadora, y evocando misiones salvíficas irrenunciables, en sus memorias Queipo se atribuye la iniciativa de un «golpe militar necesario» contra el recién instaurado gobierno del Frente Popular, si bien delegando su organización en el sistemático general Emilio Mola. Pero, en realidad, su incorporación a la trama fue tardía. Tras un viaje por Alemania, en febrero de 1936, el exiliado general José Sanjurjo comprobó las posibilidades de los regímenes totalitarios. Aunque había salvado la vida al ser amnistiado tras otro pronunciamiento fallido cuatro años antes (conocido como la Sanjurjada), aceptó encabezar una rebelión militar, organizada esta vez con más método por el general Mola junto a otros generales de prestigio. Mola (conocido durante la preparación del golpe como el Director) era un general de brigada africanista, ególatra e inteligente, que no habría contado en un principio con Queipo de Llano. En su diseño del golpe convergente sobre Madrid, él mismo avanzaría desde el norte, Franco desde el sur y Goded desde el nordeste. Una vez tomada la capital por las armas, Sanjurjo acudiría en avión desde Portugal y se haría cargo de un hipotético directorio militar en el que Mola sería ministro de Gobernación. Queipo de Llano insistía en colaborar, prometiendo convencer para la causa al general Miguel Cabanellas. Era ya un maduro general de división, de temperamento temerario y con suficiente experiencia africanista. Desde el bienio radical-cedista el Gobierno le había confiado la Inspección General de Carabineros, cargo relativamente menor (aunque bien remunerado) pero que lo obligaba a viajar. Como él mismo declararía cínicamente más tarde, eso le permitió desplazarse por todas las guarniciones de España burlando la vigilancia del gobierno del Frente Popular, contactando con algunos de los militares comprometidos en el alzamiento. Al no tener mando en ninguna plaza, Queipo quería sublevarse en Valladolid, su tierra. Su adscripción a la guarnición de Sevilla (cabeza de la 2.ª División Orgánica) no se decidió hasta finales de junio de 1936 por la dirección del «comité» de conspiradores. Queipo pregonó después que sus compañeros de intriga le habían «largado el mochuelo» de Sevilla.
Los golpes de Estado europeos anteriores habían tenido éxito siguiendo unos patrones represivos precisos. En este caso se trataba de un golpe militar o pronunciamiento militar: cuando la toma del poder legítimo del Estado es realizada por miembros de las fuerzas armadas. Las «instrucciones» circulaban de manera secreta y efectiva entre Mola y los militares comprometidos. El punto débil del complot eran los mandos «indecisos», así como el comportamiento aleatorio de la Guardia Civil. Para evitar los abusos africanistas, que tan bien conocían, habían convenido no concederse ascensos ni recompensas por hechos de guerra, al menos mientras durase la campaña.
Al producirse la rebelión en las guarniciones de Marruecos, el 17 de julio de 1936, Queipo de Llano se encontraba en Huelva simulando una inspección. Estando en el cine fue informado de la ejecución del golpe, seña para el comienzo de lo planeado (el 11 de julio ya había enviado a su familia desde Madrid a casa de su hija casada en Málaga, por creerla un buen refugio). Burlando la vigilancia gubernativa, no se presentó hasta la madrugada del 18 de julio en Sevilla, donde esperaba contar con la preparación civil de José García Carranza el Algabeño, un famoso torero y hombre de acción local al que no conocía, pero que se le ofreció con 1500 falangistas. Pero a la hora de la verdad, los prometidos falangistas se quedaron en quince, a los que se añadieron otros sesenta liberados de la cárcel más tarde. El Estado Mayor de la División y una gran parte de la numerosa oficialidad de guarnición en Sevilla estaba avisada del complot, incluyendo a la Guardia Civil, y a la espera de órdenes. Una descripción pormenorizada de la rebelión militar fue publicada por el gobernador civil republicano José María Varela Rendueles.

### La sublevación en Sevilla
Queipo se hospedaba en el Hotel Simón, desde donde se desplazó en coche al edificio de la División (Capitanía) situado en la plaza de la Gavidia, en el centro de Sevilla, donde es escondido por los oficiales cómplices.
Uniformado, armado y rodeado de una camarilla de conscriptos se dirige al jefe de la 2.ª División Orgánica, el general Villa-Abrille, que no le presenta oposición (más bien estaba preocupado por el fracaso del golpe y el exilio consiguiente, como le ocurriera a Sanjurjo), y Queipo lo mantiene retenido en un despacho de la propia División junto al general de artillería López Viota.

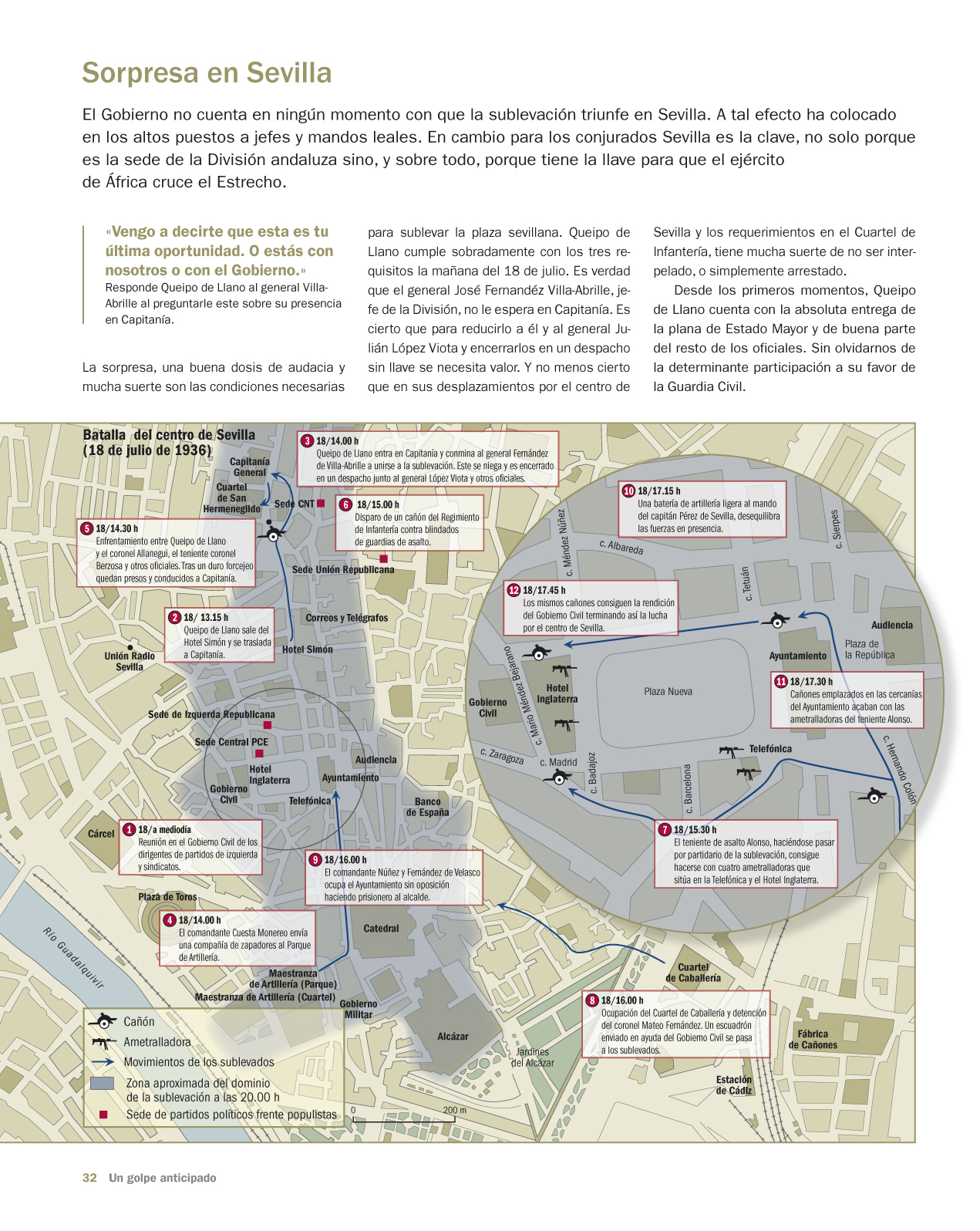
Mapa de los enfrentamientos en el centro de Sevilla el 18 de julio de 1936.

A continuación se traslada al acuartelamiento del regimiento Granada n.º 6 (antiguo Soria), situado en las proximidades de la División, donde se encuentra con la oposición de su coronel Manuel Allanegui Lusarreta, al que también detiene. Ante la postura indecisa de la oficialidad, logra hacerse con el mando del mismo.
Queipo manda capturar inmediatamente la Maestranza de Artillería, con lo cual se priva a los posibles opositores al golpe de las armas necesarias para hacerle frente. Sevilla «la Roja», ciudad con un amplio movimiento obrero, se aprestó en precario a su defensa en barrios como Triana, La Macarena, San Marcos, San Julián y otros, en los que tras un llamamiento a la huelga general lanzado desde Unión Radio de Sevilla, se formaron barricadas y se incendiaron iglesias y algunos edificios pertenecientes a la aristocracia, tales como las de las familias Marañón, Fernández Palacios, Grosso, Delgado Brackembury y la del marqués de Villamarta, así como la fábrica de jabones y perfumes del marqués de Luca de Tena, propietario del Diario ABC y, según se supo luego, implicado en la sublevación.
Fingiéndose leales a la República, y mediante otros engaños, los oficiales del Regimiento de Artillería 3.º Ligero proveen a los demás facciosos de medios para hacerse con el control del centro de Sevilla. Usando el tiro de piezas de artillería contra los edificios civiles (Hotel Inglaterra, Telefónica, Gobierno Civil) los militares sublevados consiguen la rendición del gobernador civil y la toma del Edificio Telefónica, situada en la plaza Nueva. Cabe destacar la magnánima descripción de su clemencia, en el pequeño patio de la División, para con los 200 guardias de asalto tomados prisioneros y condenados inmediatamente a muerte, descrita con sencillez castrense por el mismo Queipo en sus memorias. Denota una vesania no justificable. El mismo día 18 de julio, a las diez de la noche, pronunció la primera de sus célebres "charlas" radiofónicas de propaganda; después de identificar a los elementos leales a la República como canalla y alborotadores, y de amenazar con que serán cazados como alimañas, finalizaba su discurso con un «¡Viva España! ¡Viva la República!».

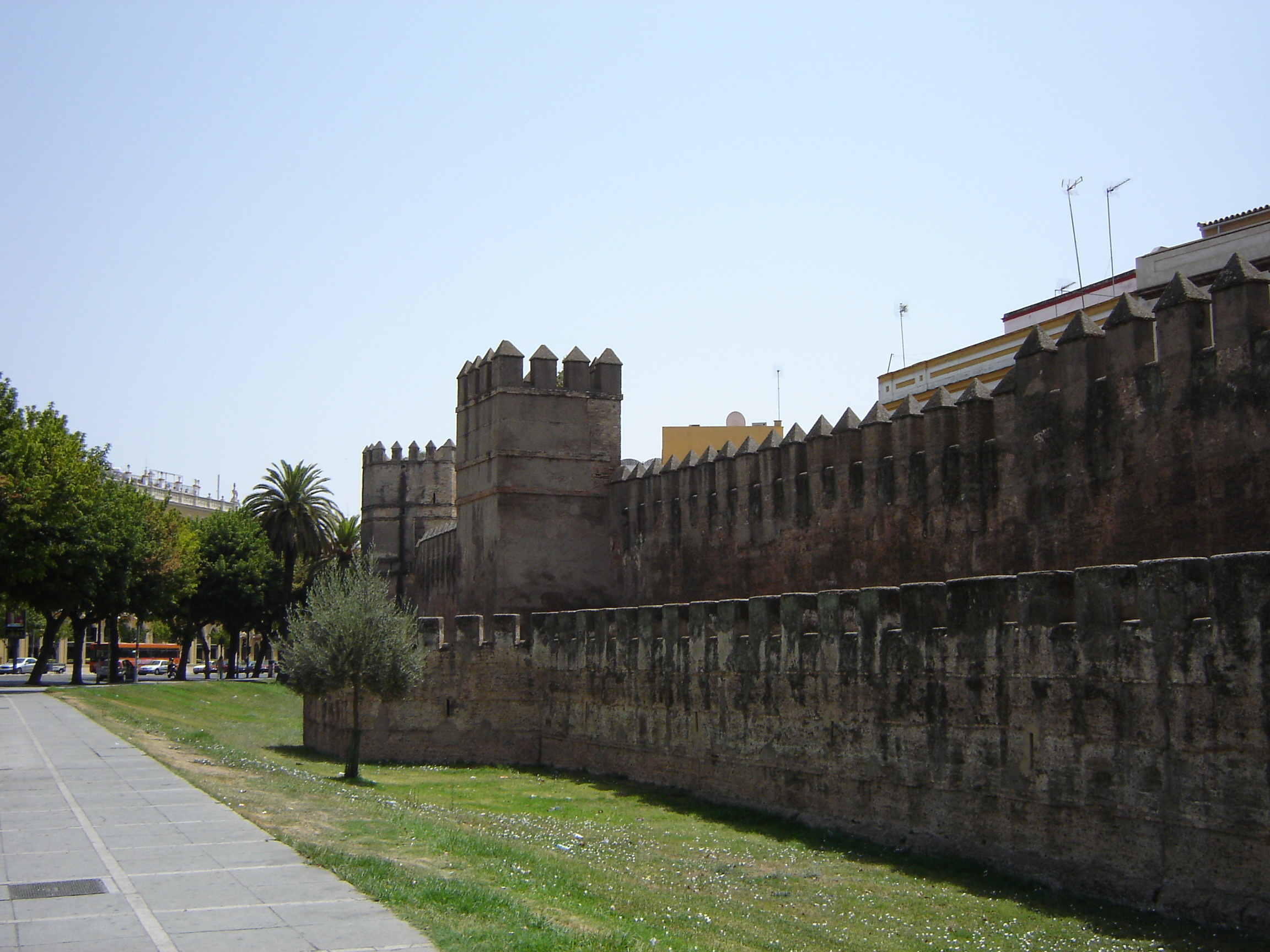
Murallas de la Macarena, donde fueron fusilados preferentemente los condenados por el aparato jurídico militar de Queipo. Aparte del pelotón de fusilamiento, era reglamentaria la presencia de un sacerdote y un médico, que certificaba la defunción. Finalmente el pelotón desfilaba por delante del cadáver.

Estaba previsto que en un principio, antes de que empezasen a hacerse efectivas las sanciones a que diera lugar el bando de Estado de Guerra, debían consentirse ciertas revueltas generadoras de caos social a cargo de comandos civiles armados (pioneros o pistoleros), lo que el falangista Dionisio Ridruejo postuló como «represión informal y espontánea». En realidad se trataba de: 

La destrucción física de los cuadros de los partidos del Frente Popular, de los sindicatos obreros y de las organizaciones masónicas, sin perder de vista tampoco a los partidos democráticos más moderados y a las personalidades independientes [...] se puede hablar de una operación perfecta de extirpación de las fuerzas políticas que habían patrocinado y sostenido la República.

Dejando aparte anécdotas hagiográficas escritas por amigos del general Queipo, la toma consolidada de Sevilla en los días siguientes por el Tercio y los Regulares llegados de Cádiz se produce por el empleo indiscriminado de la artillería y del salvaje terror africanista en los barrios que resistían. Para reducir los costes de la rebelión ante posibles represalias y como respuesta a la resistencia de los adversarios, los golpistas habían acordado emplear en territorio español las mismas medidas represivas y de escarmiento de Marruecos; una combinación brutal de detenciones, violaciones, fusilamientos, emasculaciones y otras sevicias. Los crímenes, sin ningún tipo de juicio, declaración o defensa, se sucedieron generalmente junto a los cementerios o en las cunetas de las carreteras. En los libros de los registros civiles de los juzgados y en los de los cementerios puede leerse: «Desconocido o bien Fulano [...] fallecido el día XX de julio de 1936 a las [en blanco] a consecuencia de aplicación del bando de guerra». En otros casos el médico certificaba lo evidente «por herida de bala, hemorragia, anemia aguda, etc.». La acusación era verbal, sobre la base de delaciones, listas negras o informes oficiosos, en todo caso consentidos o inducidos por la autoridad militar: se los llevaban y eran fusilados en el acto. En los escasos registros o sumarios encontrados, las víctimas civiles fueron acusadas de «delitos» como ser votante de izquierda, ser familia de republicanos destacados, haber discutido con alguien de política o haber mirado mal al cura. Cualquier cosa, por insignificante que fuera, podía ser motivo para el escarmiento.

Es necesario crear una atmósfera de terror, hay que dejar sensación de dominio eliminando sin escrúpulos ni vacilación a todo el que no piense como nosotros. Tenemos que causar una gran impresión, todo aquel que sea abierta o secretamente defensor del Frente Popular debe ser fusilado.
General Mola: Instrucción Reservada. Base 5.ª

Siguiendo los usos castrenses la sublevación se consumó formalmente con la lectura del bando firmado por el general Queipo de Llano con el sello de la República declarando con naturalidad el estado de guerra en la Plaza Nueva, delante del ayuntamiento. Queipo de Llano dispuso que se leyera por la radio cada media hora. En su virtud, convirtiendo a los leales a la República en traidores (o «la Justicia al revés», en palabras de Serrano Suñer), el general se hizo con la fuente de toda legitimidad. En un primer ensayo de autoselección Queipo había dispuesto:

Para poder distinguir a las personas de orden y amantes de la verdadera justicia, todos los que por tal se tengan deben presentarse al Gobierno Civil o Jefatura de la División a ofrecer el concurso que su conciencia le dicte.

 A sus 61 años, asentado en Capitanía y con la ayuda del teléfono, del telégrafo y del micrófono, se convirtió en el cabecilla indiscutible para Andalucía del plan represivo maestro llamado técnicamente por los historiadores limpieza política. Una voluntad premeditada y programada de aniquilamiento de la democracia aplicando sistemáticamente la brutalidad en todo el país conforme se desarrollara el golpe de Estado.

### Inicio de la represión
El general vallisoletano contó con la inestimable ayuda de una nomenclatura local que supo elegir: los militares comandante José Cuesta Monereo (Estado Mayor), capitán de la Legión Manuel Díaz Criado (Delegado de Orden Público) y los auditores Felipe Acedo Colunga y Francisco Bohórquez Vecina, que se encargaron respectivamente de la planificación del golpe y de la represión de sus opositores mediante la ley marcial impuesta por el Bando de Guerra (redactado por ellos mismos con la firma de Queipo de Llano). Nombró gobernador civil de Sevilla a su amigo Pedro Parias González quien, buen conocedor y «algo cacique» (en palabras de Queipo), le asesoró sobre el terreno en la elección de alcaldes y de los colaboradores más idóneos para cada función. Entre las personalidades colaboradoras dignas de mención cabe citar a Eduardo Quero Goldoni, Ciriaco Cascajo Ruiz, Luis Zurdo Martín y Bruno Ibáñez Gálvez en Córdoba, Gregorio de Haro Lumbreras en Huelva, Manuel Gómez Cantos, Manuel Carracedo Blázquez y Manuel Pereita Vela en Badajoz, José Valdés Guzmán, José Nestares Cuéllar y Antonio González Espinosa en Granada, Santiago Garrigós Bernabeu en Sevilla, Francisco García Alted y Carlos Arias Navarro en Málaga, Eduardo Valero Valverde, Pedro Jevenois Labernade y Adolfo de la Calle Alonso en Cádiz entre otros.
Por el hecho de proclamar el bando en las plazas públicas de cada lugar quedaba automáticamente implementado el «estado de guerra» con todas sus consecuencias: «la mirada que acusa, el dedo que denuncia, la mano que apunta los nombres en la lista... estaban dentro de los pueblos, y muchas de las víctimas eran conducidas a la muerte por vecinos conocidos». Con su autoproclamada autoridad, el general que fue expulsado por dos veces del Ejército consiguió la legitimidad jurídica.
El fiscal Felipe Acedo Colunga sentó jurisprudencia: «Considerando que el Exmo. Sr. General D. Gonzalo Queipo de Llano una vez posesionado del mando militar de la División y declarado el Estado de Guerra [es] la única autoridad legítima ante la tradición de la Patria y su historia futura [...]». Durante cinco días no hubo mayor autoridad que él en Andalucía. La subsiguiente represión se desencadena bajo una seriación de Bandos y Órdenes más específicos que emanaban directamente del general Queipo de Llano. Se dictaron instrucciones precisas para que no se inscribiera a los asesinados en los Registros civiles, con la intención de dejar el menor rastro posible.
Este estado de cosas duró hasta el 28 de febrero de 1937, cuando el general Queipo de Llano telegrafía a los gobernadores militares de las provincias ocupadas: 

Ordene a todas las autoridades dependientes de su jurisdicción se abstengan de ordenar aplicación mis bandos en que se imponga última pena, debiendo seguirse procedimiento judicial que indique el auditor [...].

### Iconografía de Queipo de Llano
El retrato del general Queipo de Llano posando bien de uniforme, bien hablando por la radio o sus apariciones en la prensa en los actos oficiales formaba parte del aparato propagandístico del golpe como culto al héroe y su exposición pública era obligatoria. Queipo prohibió tomar fotografías en todo el territorio sublevado, bajo pena de muerte.

### Etapas represivas
En este proceso los historiadores distinguen cronológicamente tres estadios solapados en el bando rebelde:
1. Empleo sistemático del procedimiento expeditivo del asesinato sin formación de causa, al amparo del bando de guerra (represión paralegal irregular).
2. Actuaciones del Delegado de orden Público (represión paralegal regular).
3. Formalmente desde febrero de 1937, mediante consejos de guerra (represión institucionalizada o juridificada).[90][91]

Los auditores rebeldes tipificaron tres ficciones jurídicas: rebelión, auxilio a la rebelión y excitación a la rebelión.

### Responsabilidad en el asesinato de Federico García Lorca
En su biografía de Lorca, Ian Gibson acusó a Queipo de haber ordenado el fusilamiento del poeta y dramaturgo español Federico García Lorca. Queipo, en conversación telefónica, habría dicho la frase clave «dadle café, mucho café». De esta conversación, sin embargo, no existe constancia documental, conservándose únicamente el testimonio del telefonista de la capitanía de Sevilla, relatado posteriormente a sus parientes. La frase clave escondería el acrónimo «Camaradas, Arriba Falange Española», grito usado tras los fusilamientos llevados a cabo por los milicianos de la Falange Española. En el caso de Lorca fueron el abogado de la CEDA, Juan Luis Trescastro de Medina, y el exdiputado Ramón Ruiz Alonso los que dieron el grito tras el fusilamiento, consentido por el capitán José María Nestares Cuéllar.[cita requerida]
Por añadidura, Queipo de Llano fue el más antifalangista de todos los generales del bando nacional, debido a su oposición a la dictadura de Miguel Primo de Rivera y a las profundas divergencias con su hijo José Antonio, que llegó a abofetearle.[cita requerida]

## El enredo jerárquico
La muerte accidental de Sanjurjo el 20 de julio dejó un peligroso vacío en la dirección militar de los golpistas. Se suscitó un importante conflicto de mando entre los cabecillas de la rebelión. Los generales Cabanellas y Queipo de Llano tenían más antigüedad que el general Franco. Varela y Mola eran de rango inferior. El 24 de julio de 1936 se constituyó en Burgos una llamada Junta de Defensa Nacional presidida por el general Cabanellas, que pretendió un cierto control administrativo-jurídico colegiado del nuevo Estado 

...[Esta Junta de Defensa Nacional] que provisionalmente asuma el Poder hasta que se constituya en Madrid el Directorio Militar que gobernará España.

 En un primer momento la Junta distribuyó las funciones de guerra entre los caudillos con cierta ambigüedad calculada nombrando a Queipo de Llano el 26 de agosto general en jefe de las «fuerzas que operan en Andalucía», al general Mola «general en jefe del ejército del Norte» y al general Franco «jefe de las fuerzas de Marruecos y del Ejército Expedicionario» que los servicios de prensa interesados traducían como «Ejército de África y Sur de España». En calidad de tal, Franco había instalado transitoriamente su cuartel general aparte en Sevilla en el requisado Palacio de Yanduri donde, aun hoy, hay una placa conmemorativa. Queipo tenía su cuartel general en Capitanía y venía utilizando para sus conquistas en Andalucía a moros y legionarios que Franco traía de África.
Pero esta autonomía de mando duró poco tiempo para el general Queipo de Llano, quien a finales de septiembre de 1936 se vio forzado a intervenir en una reunión secreta en una finca ganadera próxima a Salamanca en la que, contra las previsiones iniciales de la Junta de Defensa y «seguros de interpretar el verdadero sentir nacional», varios militares decididos eligieron al general Franco como jefe del Gobierno del Estado (función suficientemente explícita en los sistemas democráticos de gobierno) que llevaba aparejada la de general en jefe de los ejércitos («generalísimo» en la hipérbole retórica fascista). A renglón seguido, Franco dio un oscuro «golpe dentro del golpe»: usando un truco legalista de su asesor Martínez Fuset se autonombró jefe del Estado (El Caudillo) y subordinó bajo su mando de manera irreversible a todos los generales sublevados llevando en adelante la dirección militar y civil y dando paso al régimen totalitario (conocido más tarde como Movimiento). En su charla radiofónica, Queipo dijo escuetamente de Franco:

Se le ha conferido en honor de sus excepcionales condiciones el primer puesto para salvar a España de la canalla marxista.

En relación con estos hechos, tres enigmas históricos parecen cuestionar la sinceridad del plan golpista:
- Los generales de división Queipo de Llano y Franco no fueron incorporados a la Junta de Defensa Nacional desde el primer momento, lo que permitió maniobrar a Mola.
- Las oscuras relaciones jerárquicas de subordinación entre los diferentes generales de la cúpula insurgente en los primeros días del golpe (entre el 19 de julio y el 30 de septiembre de 1936).
- Por qué el general Queipo de Llano no se opuso en la reunión de Salamanca (junto a Cabanellas siendo los de mayor antigüedad) al nombramiento de Francisco Franco como Generalísimo.

## Jefe del Ejército del Sur

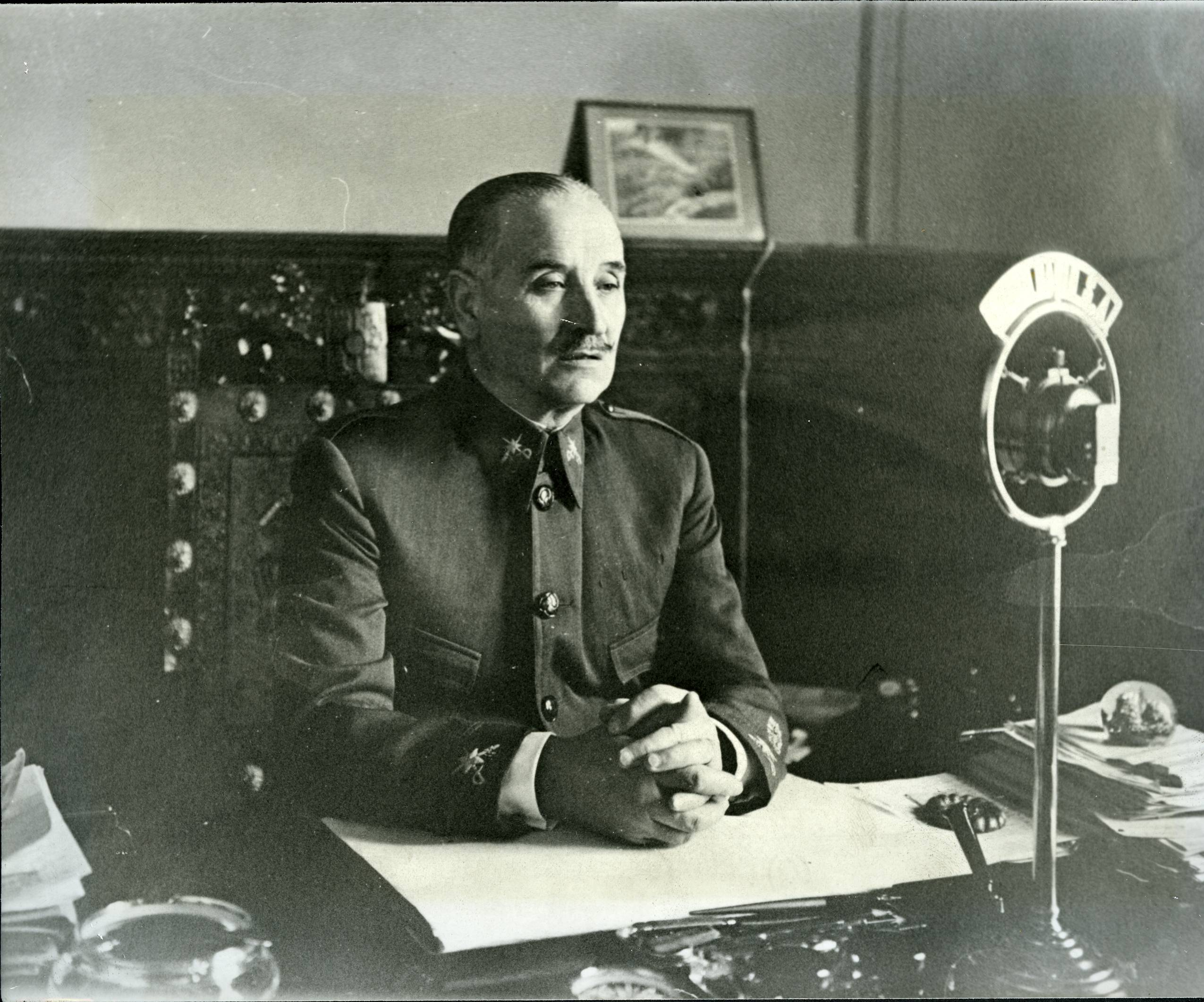
Las alocuciones de Queipo de Llano a través de Unión Radio S.A., durante la Guerra Civil, fueron numerosas. Se han contabilizado hasta seiscientas, desde que las tropas sublevadas ocuparon Sevilla.

Una vez confirmado como general jefe del Ejército de Operaciones del Sur, Queipo siguió devengando haberes como jefe de la II División Orgánica y como general inspector del Cuerpo de Carabineros. Organizó las fuerzas de la región andaluza ocupada, asumiendo los asuntos militares y los de la gobernanza, actuando con aparente independencia durante toda la guerra, lo que le valió el sobrenombre de «virrey» y una cierta antipatía por parte de Franco, ya jefe supremo, poco acostumbrado a que no se contara con él en todas las decisiones. En los pueblos y ciudades que sus «soldaditos» (como gustaba llamar a sus hombres) iban ocupando, se aplicó por orden suya una feroz y coactiva rapacidad recaudatoria: 

Vais a ver ondear enseguida la bandera roja y gualda que debéis mantener siempre como colores indelebles en vuestro corazón, ofreciéndole sin vacilar vuestra vida y vuestro oro.

También recordaré que poseemos 43 sucursales del Banco de España, y ellos solo 28.

Mantenía abiertas varias cuestaciones a la vez y los nombres aparecían en la prensa, pero recién detectada la menor «fatiga de los donantes», Queipo de Llano ordenaba una nueva colecta patriótica voluntaria.
En la región bajo su mando utilizó la misma violencia higiénica que en los barrios sevillanos, por lo que durante muchos años ha sido recordado con espanto por el imaginario colectivo andaluz. Utilizó para este trabajo fundamentalmente a la Guardia Civil, a los falangistas, carlistas, a la policía montada y otras fuerzas paramilitares derechistas. Antonio Bahamonde, jefe de propaganda de Queipo en Sevilla, estimaba que hasta principios de 1938 se habían realizado 150.000 ejecuciones en su zona por su exjefe. Al igual que Mola en el norte, Queipo utilizó la radiodifusión como medio de guerra psicológica. Son famosas sus «charlas» radiofónicas a través de los micrófonos de Unión Radio Sevilla, dirigida por el teniente coronel Antonio Fontán, en las que todos los días, generalmente a las diez de la noche, con el fin de amedrentar al enemigo y animar a los partidarios nacionalistas en zona republicana, en un lenguaje directo y generalmente chabacano, se burlaba de los dirigentes de la República y hacía alusiones a la virilidad de legionarios y regulares, con comentarios tales como:

En San Fernando hay muchos familiares de tripulantes de la escuadra pirata que están en nuestro poder; nos servirán de rehenes y sus vidas responderán de los que mueran en San Sebastián.

La no menos célebre Pasionaria — que la ha tomado conmigo porque no se da cuenta de que admiro sinceramente, y no en broma, su ascenso desde criada de 30 reales a primera figura del régimen.

Como toque internacionalista, alguna de estas charlas llevaba una coletilla con frases en francés.
Queipo de Llano representó al terror con sus despiadadas consignas desde la radio, en las que anticipaba el asesinato de miles de personas, señalaba a las víctimas, y azuzaba a los asesinos. Estas charlas eran muy celebradas y seguidas con gran interés en la zona sublevada y su texto, una vez pulido, era publicado al día siguiente obligatoriamente por todos los periódicos. Sus epítetos e insultos al adversario animaron el acervo coloquial de la gente de orden si bien, con el paso del tiempo y con el avance de la contienda se iban sofisticando cada vez más: «hordas», «indocumentados», «salvajes», «rojos», «ratas», «pandilla», «facinerosos», «barcos pirata», «hijos de la Pasionaria», «lacayos», «bolcheviques», «marxistas», «turbas», «canallas», «energúmenos», «rojo-separatista», «Moscú», «hebreo», «enchufista» , «Canallero» (por Largo Caballero), entre otros muchos. En este sentido, el poeta Roy Campbell en su poema "The flowering rifle" llegó a comparar a Queipo con Quevedo. En el lado republicano se le denigraba con su tópico más conocido, la bebida. Aunque, según el ABC de Sevilla, era propio del general sus frecuentes invitaciones a una copa, la propaganda sublevada de la época cuenta que en aquellos años ya no probaba el vino por padecer una afección hepática. Partícipe del antisemitismo acontecido tras el inicio de la Guerra Civil, durante una charla radiofónica del 12 de septiembre de 1936 acusó por ejemplo a los hebreos de perseguir el dominio mundial y el exterminio cristiano, definiendo así a la guerra de España no como una guerra civil, sino como «una guerra por la civilización occidental contra el mundo judío».

¡Atención! Radio Sevilla.
Queipo de Llano es quien ladra,
Quien muge, quien gargajea,
Quien rebuzna a cuatro patas.
¡Radio Sevilla, señores!
Aquí un salvador de España.
¡Viva el vino, viva el vómito!
Esta noche tomo Málaga;
El lunes tomé Jerez;
El martes, Montilla y Cazalla (…)
Rafael Alberti. Choque, Órgano del 10.º Batallón del Regimiento de Infantería, nº 1, 14 de febrero de 1937

Finalmente, en febrero de 1938 y siguiendo instrucciones del mando político de Salamanca fueron suspendidas, ya que su tono no convenía a la imagen que del nuevo régimen se pretendía dar a las potencias democráticas con vistas a un eventual reconocimiento por parte de estas.
Con frecuencia se ha citado una supuesta cita de Queipo de Llano en la que habría dicho que «Nuestros valientes legionarios y regulares han demostrado a los rojos cobardes lo que significa ser hombres de verdad. Y, a la vez, a sus mujeres. Esto es totalmente justificado porque estas comunistas y anarquistas predican el amor libre. Ahora por lo menos sabrán lo que son hombres de verdad y no milicianos maricones. No se van a librar por mucho que berreen y pataleen.» Sin embargo, el doctor en historia Ángel Alcalde, profesor de la Universidad de Melbourne, ha demostrado la falsedad de dicha cita, afirmando que se trata de un apócrifo con fines propagandísticos. Señala, además, que el audio es una recreación, ya que en la época apenas existían métodos de grabación. La cita original procedería del comunista húngaro Arthur Koestler.
En enero de 1937 dirigió las operaciones de la ocupación de Málaga con la ayuda de tropas italianas fascistas mecanizadas al mando del general Roatta, que concluyó con una de las mayores matanzas de civiles de toda la guerra. Queipo contempló el bombardeo a bordo del crucero Canarias.

La toma de Málaga ha sido algo parecido a los juegos de los prestímanos. ¿Veis Málaga de este lado? ¿veis que está roja? Se echan unos polvos de la madre Celestina y… Málaga se ha vuelto blanca para siempre. Málaga no volverá a ser roja jamás.
 
A los tres cuartos de hora, un parte de nuestra aviación me comunicaba que grandes masas huían a todo correr hacia Motril. Para acompañarles en su huida y hacerles correr más aprisa, enviamos a nuestra aviación que bombardeó, incendiando algunos camiones…

Pero la implacable crueldad de Queipo se había vuelto contra él en lo tocante a su propia familia, que en parte había quedado aislada en Málaga. Como dijo Pemán, «el general que reía ante el micrófono mientras su corazón lloraba». Ignacio Suárez Somonte, en un encomio publicado por el diario ABC de la zona nacional, comparó a Queipo con Guzmán el Bueno. También su hermana Rosario permaneció retenida en la cárcel Modelo de Madrid. Queipo hizo todo lo posible para salvar a su familia que al fin fue liberada el 11 de agosto gracias al cónsul italiano  Tranquilo Bianchi. Al efecto disponía de un adecuado surtido de rehenes cuya vida conservaba ex profeso. Por ejemplo, tenían en la cárcel de Melilla a la familia (mujer y seis hijos) del general republicano Miaja, y todas las noches Queipo dejaba caer por la radio: 

«...Miaja, tenemos a tu familia en nuestro poder y todos ellos pagarán con sus vidas en represalia por lo que tú hagas...», afinando que con su piel iban a hacer carteras o petacas.

 Los historiadores no han logrado desentrañar el por qué Miaja no atacó Córdoba cuando lo tenía muy fácil. Al final de la guerra, Rosario Queipo de Llano pudo ser canjeada por el hijo de Largo Caballero, mantenido a expensas del general en la cárcel de Sevilla.
El 2 de diciembre de 1937 se integró políticamente en la estructura ideológica del Movimiento Nacional jurando como «Consejero Nacional» de la Falange en undécimo lugar. La autoridad de Queipo en Andalucía tras la conquista de Málaga no solo había aumentado, sino que se hacía más autónoma. Andalucía se convirtió casi en un feudo de Queipo de Llano, que ejercía a su manera en todos los ministerios: lo mismo prohibía el vuelo de palomas buchonas, que el luto en el vestir; que dictaba disposiciones comerciales, exigía gabelas, repartía licencias de exportación a través de los puertos de Sevilla, Cádiz, Huelva y Algeciras, distribuía el trabajo forzado de sus prisioneros, extendía el cultivo del arroz (muy escaso al quedar Valencia en zona republicana) a las marismas del Guadalquivir e incluso construía viviendas sociales y poblados de colonización mediante la compra a precios «simbólicos» de tierras a aquellos terratenientes que, en algún modo, habían simpatizado con el régimen republicano. De todas estas actuaciones administrativas no se rendían cuentas oficiales a la Junta de Burgos. Los lazos del vallisoletano con la alta burguesía andaluza, cuyo caciquismo político y social aspiraba a emular, le convertían en un peligro. Consciente, Franco mandó a su hermano Nicolás a Sevilla, pero fracasó en su misión de socavar el poder del jefe del Ejército del Sur. Franco quiso ascenderlo para, sin duda, controlarlo más de cerca, proponiéndole el Ministerio de Agricultura en su primer gobierno (1 de febrero de 1938), pero Queipo lo rechazó.

### La disidencia y el ostracismo

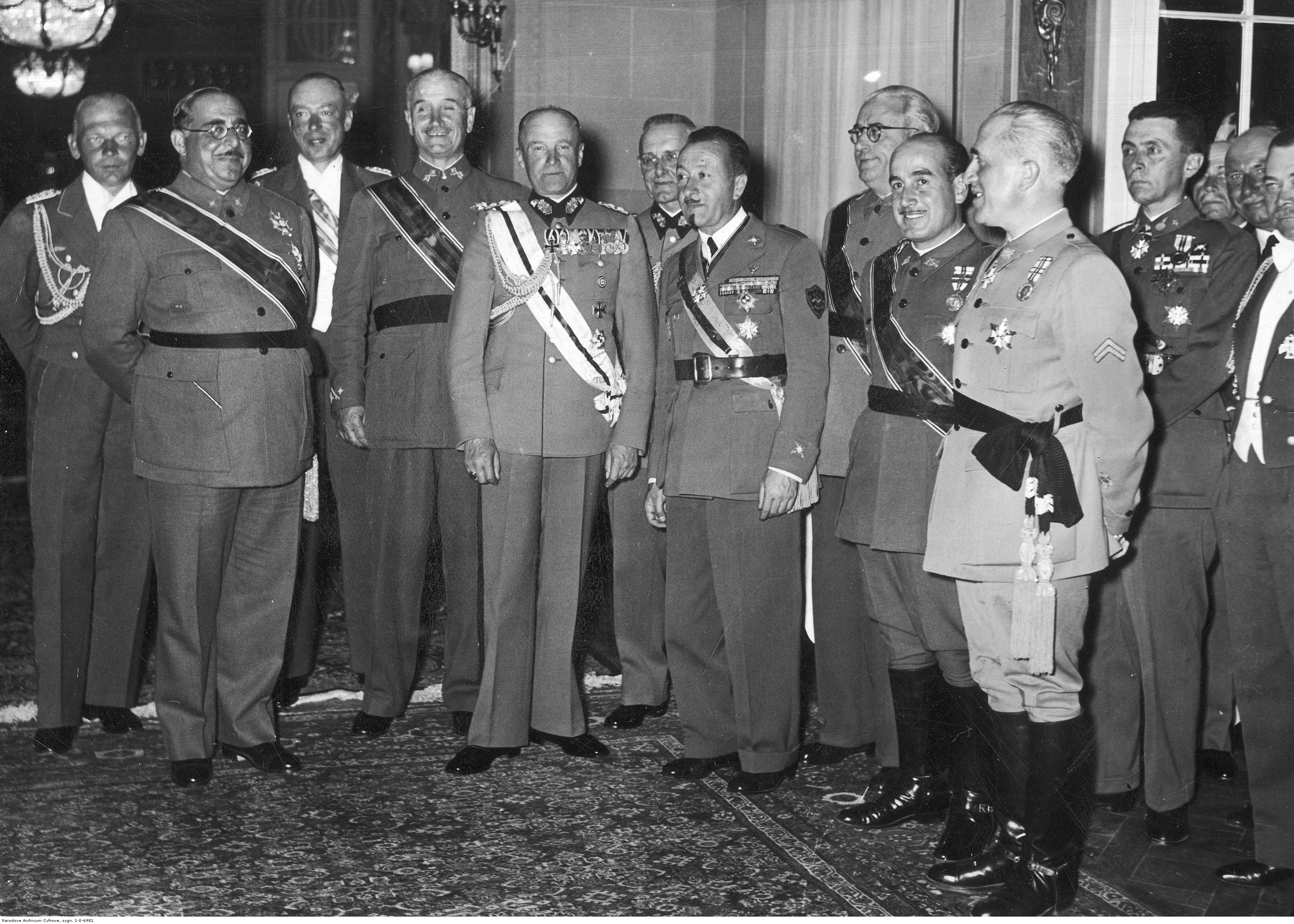
Comitiva de los generales Gonzalo Queipo de Llano, Juan Yagüe y Antonio Aranda, el 7 de junio de 1939 en Berlín, durante el viaje de vuelta de la Legión Cóndor a Alemania.

En el culmen de su gloria sevillana, Queipo quedó inmortalizado por el pintor Carlos Vázquez en un celebrado tríptico que fue expuesto en la sala Loscertales, llevando por título Sevilla, 18 de julio de 1936. Queipo aparecía en el panel central como gallardo héroe, acompañado de su ayudante César López Guerrero en el momento de entrar en el regimiento Soria para iniciar la sublevación. En el panel de la izquierda se representa una visión trágica de la Sevilla frentepopulista. En el panel de la derecha aparece Sevilla en forma de bella mujer esplendorosa haciendo el saludo fascista.
Finalizada la guerra fue ascendido a teniente general, al ser restablecido este rango anteriormente suprimido por la República. En su transcurso habían muerto los generales Sanjurjo, Mola y Cabanellas. Quedaban Queipo y Franco como generalísimo. Queipo y todos los generales vencedores esperaban obtener de Franco las recompensas que creían merecer por todo lo que habían hecho. En forma de sustanciosas condecoraciones pensionadas, de ministerios o de otras prebendas políticas. Se creían con más derechos que los falangistas u otros advenedizos. Pero Queipo sentía que se le acababa el recorrido. ¿Qué podría hacer un hombre incómodo como él hasta su pase a la reserva? El duce había aconsejado a Franco por aquellos días que se liberara cuanto antes de todos los elementos de los que no pudiera fiarse para la revolución. Con su carácter atolondrado e impulsivo Queipo entraba con facilidad «al trapo». Para evitar previsibles excesos verbales en la inminente reunión extraordinaria del Consejo Nacional del Movimiento que se preparaba, y al que pertenecía, fue quitado de en medio con un viaje oficial a Alemania, donde agasajó a la Legión Cóndor, saludó a Hitler y se entrevistó con Göring.
De regreso, aprovechó el tercer aniversario de su golpe en Sevilla para dar en público rienda suelta a su frustración. No se conoce bien ni todo lo que dijo ni dónde lo dijo. Probablemente fuera en la comida de confraternidad ofrecida al capitán de Milicias Cívicas Rafael Coronel Torres, con asistencia de jefes, oficiales y soldados que le ayudaron a sublevarse, o bien en el acto formal ofrecido por la noche en el Ayuntamiento de Sevilla, al que asistieron también las autoridades civiles y eclesiásticas. Habló con su rudo estilo sobre la afrenta que Franco le acababa de infligir al otorgar ese mismo día la Laureada Colectiva de San Fernando a la ciudad de Valladolid y no a la de Sevilla, base de su poder. Queipo no solo atribuía el papel principal en la sublevación de 1936 a sí mismo y a Sevilla, sino que sugirió que el triunfo de Franco y de su Ejército del Centro se debió a la ayuda en hombres y material recibida de esta ciudad. También aprovechó para denunciar el nombramiento de ministros arribistas y de jóvenes políticos recién instalados (en referencia a la Falange), afirmando que, como le había aconsejado Göring, el nuevo Estado debería quedar en manos de los combatientes que con su esfuerzo ganaron la guerra. Franco, que ya de antes estaba resentido por los agravios recibidos de Queipo en los años en que fue su superior en el Ejército de Marruecos, y sus consejeros empezaron a recelar de la «inadaptabilidad» de Queipo alguna acción imprudente.
Dentro del aparato, Queipo hizo dos enemigos más poderosos que él: el general Varela y Serrano Súñer, falangista y ministro de la Gobernación. Ambos intrigaron cerca de Franco, y el 19 de julio de 1939, con varios cargos en su contra, Queipo fue relevado fulminantemente del mando de la División y de la Inspección de Carabineros por Franco en Junta Superior de Guerra celebrada en Burgos. Fue sustituido por el general Andrés Saliquet. El discurso incriminado (censurado en la prensa) no fue más que el pretexto que Franco esperaba desde hacía tiempo.
Queipo estaba acabado. De héroe pasó a villano. Según confesó en sus memorias, se le prohibió entrar en Sevilla y ser citado en la prensa. Vigilado por la policía, fue enviado, al no responsabilizarse Argentina de su seguridad personal como embajador, al frente de una misión militar ficticia a la Italia fascista, «al servicio de otros ministerios» como una forma de librarse de su incómoda presencia. En este momento, parece que Queipo se arrepintió, pero Franco no lo perdonó en tanto que jefe de Estado.
Embarcó en el puerto de Barcelona en el buque italiano Augustus, llegando a Génova el 18 de agosto de 1939 acompañado por su hija Maruja, su secretario y futuro yerno Juliano Quevedo y un reducido séquito de policías e informadores. En septiembre tuvo su primer permiso por un accidente grave de su hijo Gonzalo. Regresó en noviembre, siendo portador de un obsequio enológico para el conde Ciano. De sus funciones en Italia se sabe poco, pero todo lo que hacía era conocido por Madrid. Queipo descubrió que su principal espía era nada menos que su propio ayudante y confidente de toda la vida, el fiel y corpulento teniente coronel César López Guerrero y Portocarrero. Las siguientes solicitudes de permisos fueron sistemáticamente denegadas por el ministro del Ejército general Varela. Aunque una vez éste destituido por Franco, el 3 de septiembre de 1942, Queipo volvió discretamente de su exilio como disponible forzoso (al cumplir la edad de la reserva). Por otra parte, en un documento desclasificado dirigido a Churchill y al ministro del Tesoro británico Kingsley Wood con fecha de 26 de junio de 1940, consta que Queipo figuraba en la lista de oficiales sobornados por el Reino Unido para que influyeran sobre Franco con el fin de evitar que España entrase en la Segunda Guerra Mundial.
Queipo había precisado en julio de 1939: «Yo no pedí la Cruz Laureada, que creo merecer, por tres motivos: primero, porque antes del Alzamiento convinimos con Mola en no pedir recompensas; segundo, porque entonces no tenía jefe superior a mí, y tercero, porque en enero de 1938 se me dijo que no se me daba la recompensa porque no pareciera obra de compadrazgo, que se me daría al formar Gobierno». Mediante decreto de 26 de febrero de 1944 (Diario Oficial del 3 de marzo de 1944), se le concedió la Cruz Laureada de San Fernando en su categoría de Gran Cruz (por ser general), la cual había solicitado en vano al acabar la guerra, posiblemente por sus discrepancias con el general Franco, quien el 6 de mayo hace su quinta visita a Sevilla para imponer la Laureada al teniente general Queipo de Llano. El Generalísimo se la impuso en público en un acto en la plaza de España de Sevilla.

## Epílogo
En sus propias palabras, había recobrado al final el juicio, como Alonso Quijano.

Con mis 65 años [...] me he nombrado a mí mismo viejo honorario, decidido a no volver a hacer sacrificio alguno en servicio de mi patria. Ya he cobrado por servirla, cantidades fabulosas de ingratitud, y quiero dedicarme a vivir tranquilamente en mi casa y dedicado a mi familia [...]. Yo sólo pienso en que siga viviendo la patria para que yo pueda cobrar. Es muy triste esto, ¿verdad? Pues así me han hecho los españoles. Loco, toda mi vida, por mi ideal, que fue ver grande a mi patria.

Si antes de rendir mi vida a Dios pudiera vislumbrar el resurgir de España, por desaparición del Régimen actual, vería dulcificado los últimos años de mi vida [...].

En los años sucesivos del franquismo, el general Queipo de Llano fue prácticamente borrado de la memoria heroica del Régimen. Estuvo entre los 16 generales ennoblecidos por Franco, como marqués de Queipo de Llano (1950), aunque él rechazó ostentar el título para sí. Con su familia ennoblecida y situada, vivió sus últimos años aislado de la hambruna reinante convertido en hacendado de varias fincas, cazador, ganadero y cultivador de frutales, cáñamo y arroz.
Falleció el día 9 de marzo de 1951 en su propiedad del término de Camas, denominada cortijo de Gambogaz (luego Hacienda San Gonzalo), de la que era propietario desde 1937 siendo alcalde de Sevilla el marqués de Sotohermoso. Fue enterrado al día siguiente en la basílica de La Macarena de la ciudad de Sevilla, a cuya construcción contribuyó y de cuya hermandad había sido nombrado en vida Cofrade de Honor y con cuya túnica fue amortajado.

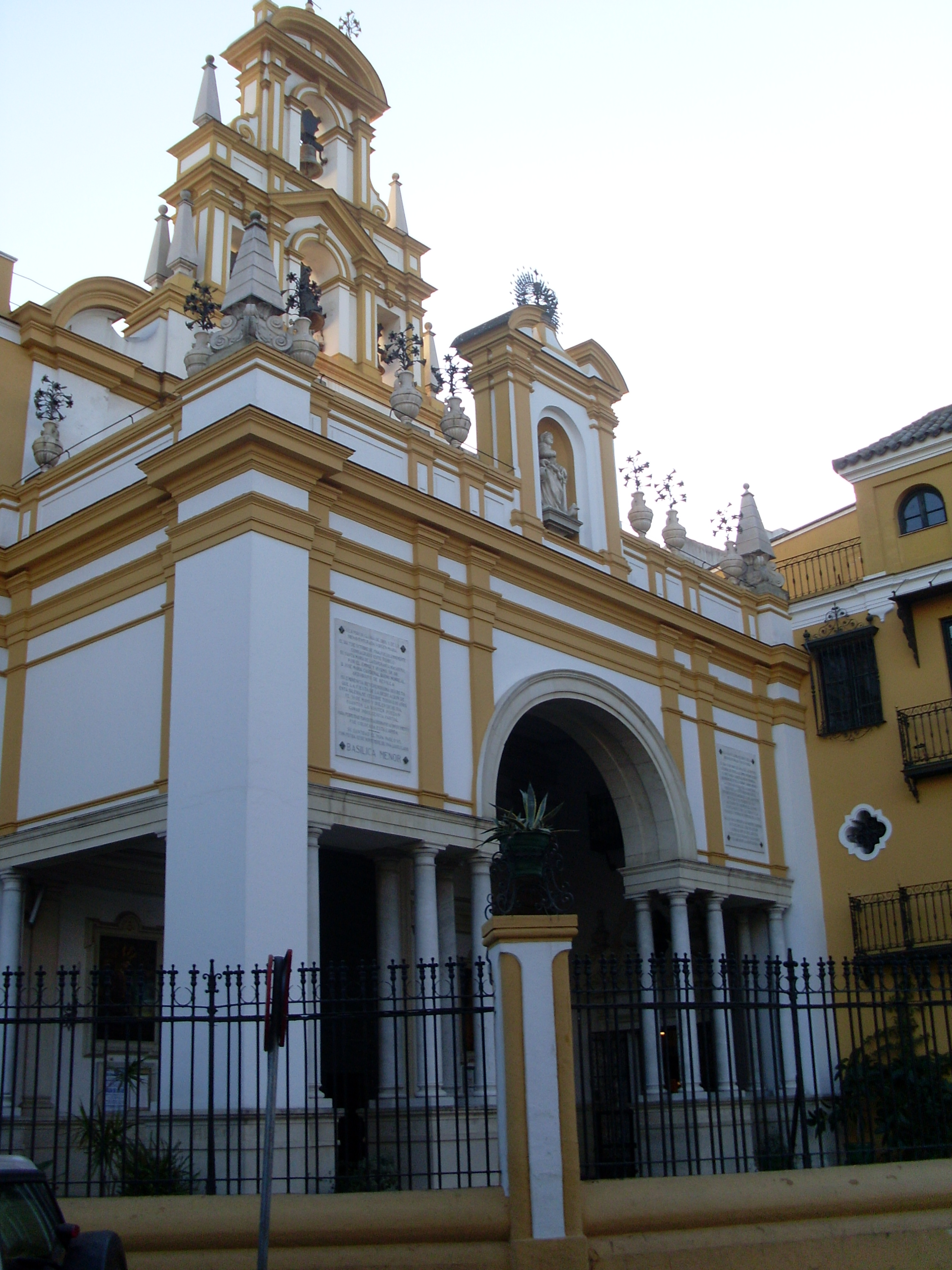
Basílica de la Macarena (San Gil), donde estuvo enterrado Queipo de Llano.

### Queipo de Llano y Sevilla
La Sevilla más conservadora lo consideró como su «hijo querido», al que mostró su agradecimiento y le regaló valiosas propiedades en las proximidades de la isla de La Cartuja, como el Cortijo de Gambogaz, Camas. El poeta gaditano José María Pemán lo llamó en un famoso discurso, al que asistieron Franco y Millán Astray, «la segunda Giralda».

Tú no has dejado a Sevilla. ¿Verdad general Queipo de Llano: general speaker, torre del buen humor y de optimismo, segunda Giralda de esta Sevilla de hoy?
José María Pemán

Sin embargo una parte importante de la población de la ciudad, especialmente los familiares y amigos de los represaliados políticos, tenían de él una baja consideración, y cuestionan regalos como el del cortijo de Gambogaz, argumentando que fue realizado mediante prácticas fraudulentas y como parte de la represión en el contexto de la guerra civil.
Desde un principio, Queipo aprovechó el fervor religioso de los sevillanos y se hizo ver en misa y rezando ante imágenes. Tras la ocupación de Málaga, fue nombrado el 9 de febrero «hijo adoptivo predilecto» de la ciudad de Sevilla (este honor se le retiró 50 años después) y en ese acto anunció que devolvería la corona de La Macarena que había sido entregada por la Hermandad como donativo al ejército faccioso para financiar el golpe militar y la posterior ocupación de Andalucía.
En Semana Santa, durante la Guerra, solía encabezar las procesiones. Contribuyó a la construcción de la Basílica de la Macarena en el solar de la taberna cañoneada en 1931 por el gobierno republicano, Casa Cornelio, que había sido lugar de reunión de los anarquistas. Estuvo presente en la colocación de la primera piedra de una iglesia dedicada a San Gonzalo de Amarante en el barrio León, llamado luego de San Gonzalo. Desde este templo realiza su recorrido la Hermandad de San Gonzalo, aunque sus hermanos han reiterado en diferentes ocasiones que este nombre debe relacionarse con el santo que preside la parroquia y no guarda relación alguna con el recuerdo de Gonzalo Queipo de Llano. También colocó la primera piedra de la Iglesia de Santa Genoveva en el barrio del Tiro de Línea que tomó el mismo nombre que tenía su esposa. Su hija Maruja Queipo de Llano fue nombrada camarera de la nueva imagen de la Virgen de las Angustias de la Hermandad de los Gitanos cuando fue bendecida en 1937.
La avenida con su nombre, antes denominada Avenida de la Libertad, situada junto a la catedral, fue suprimida del callejero sevillano por el primer ayuntamiento democrático y sustituida por el nombre de Avenida de la Constitución.
En pleno municipal celebrado con fecha 18 de julio del 2008, el Ayuntamiento de Sevilla acordó por unanimidad de todos los grupos políticos, excepto la abstención del PP, retirarle la medalla de oro de la ciudad y el título de hijo adoptivo, como consecuencia del gran dolor que causó a innumerables familias sevillanas. No podía ser honrado por la ciudad quien representó el terror en su máxima expresión. Queipo de Llano aparece como uno de los 25 imputados por la Audiencia Nacional (2008).
Asimismo la Diputación Provincial de Sevilla decidió revocar con fecha 30 de octubre de 2008, el honor de ser hijo adoptivo de esta, que se le concedió el 25 de agosto de 1936, al considerarlo el máximo responsable de la represión que se desencadenó en la provincia.
En la zona arrocera de Isla Mayor existió un poblado que tenía el nombre de Queipo de Llano, el nombre fue cambiado por Los Cinco de la Riuela. Actualmente se encuentra abandonado y el INE no lo contempla en sus estadísticas de población.
En cuanto a su tumba en la capilla de San José de la Basílica de La Macarena de Sevilla, se produjo una polémica en la ciudad sobre si era el lugar adecuado para sus restos mortales. El día 29 de octubre de 2009, la Hermandad de la Esperanza Macarena, de acuerdo con sus familiares, eliminó de la tumba las referencias a su condición de teniente general y la fecha del inicio de la rebelión militar de la que fue protagonista. En octubre de 2022, con la aprobación de la Ley de Memoria Democrática, el Gobierno español solicitó a la hermandad la exhumación de sus restos. La aprobación de la ley también supuso la extinción del marquesado de Queipo de Llano que ostentaba uno de sus nietos. En la madrugada del 3 de noviembre de 2022, su cuerpo junto con el de su mujer y el de Francisco Bohórquez Vecina fueron exhumados de la Basílica de la Macarena en cumplimiento del artículo 38.3 de la citada ley. Salió por última vez de la basílica a las 2.20 de la madrugada del 3 de noviembre, entre los aplausos con gritos de "Viva Franco" o "Viva Queipo" de sus descendientes y también gritos de la presidenta de la Asociación Nuestra Memoria pronunciando nombres de víctimas. Seguidamente, los tres cuerpos fueron incinerados en el tanatorio de Alcalá de Guadaíra, siendo entregadas las cenizas a la familia.
También existen opiniones discrepantes en la ciudad sobre si resulta adecuado que la imagen de la Esperanza Macarena procesione en Semana Santa con el fajín de honor que le regaló el militar. En la Semana Santa del año 2011, la Hermandad de la Esperanza Macarena decidió que la imagen de la Virgen no portara la citada prenda que ha sido sustituida por un cíngulo realizado en el taller de Francisco Carrera Iglesias, aunque no se ha aclarado si se trata de una decisión definitiva.

## Condecoraciones
Nacionales
- Gran Cruz de la Gran Orden Imperial de las Flechas Rojas (01/10/1938).[185]
- Medalla Militar (15/03/1940).[186]
- Gran Cruz Laureada de San Fernando (26/02/1944).[187]

## Reconocimientos
- Fue hijo adoptivo de Villanueva del Fresno (22 de agosto de 1937) hasta el día 17 de enero de 2018, cuando le fue retirado este nombramiento por parte del ayuntamiento.[188]